# Мауріціо Фелуго
Мауріціо Фелуго  (італ. Maurizio Felugo; нар. 4 березня 1981) — італійський ватерполіст, олімпійський медаліст.

## Виступи на Олімпіадах
| Олімпіада   | Дисципліна | Місце |
| ----------- | ---------- | ----- |
| Афіни 2004  | водне поло | 8     |
| Пекін 2008  | водне поло | 9     |
| Лондон 2012 | водне поло | 2     |